# Агент 117
Юбер Бониссёр де ля Бат (фр. Hubert Bonisseur de La Bath) — вымышленный персонаж серии романов французского писателя Жана Брюса, продолженной после его смерти его вдовой Жозетт, а затем детьми Жана — Франсуа и Мартин.
Французский спецагент-разведчик под псевдонимом ОСС 117 (в русском переводе — Агент 117).
Один из известных шпионов в мировой литературе, подобно Агенту 007.

## История создания
Агента 117 ошибочно считают пародией на Джеймса Бонда и называют его «французским Бондом». Это неправда, ведь первый роман об Агенте 007 Ян Флеминг выпустил в 1952 году. А Жан Брюс, автор образа французского шпиона, выпустил свой первый роман об Агенте 117 в 1949 году. Можно считать, что Агент 007 — пародия на Агента 117: 007 вышел позже, и цифры похожи. Однако в своё время Флеминг утверждал, что это чистая случайность.
Тем не менее, Агент 117 не имел большой популярности, как 007, в основном, его читали во Франции и Швейцарии. Но романы Жана Брюса об Агенте 117 послужили основой для итальянских, испанских и французских боевиков 1960-х годов. Жан Брюс дожил до того времени, когда экранизировали его книги. Благодаря экранизациям, Агента 117 стали больше читать, и уже пол-Европы увлекалось книгами и фильмами об Агенте 117.
26 марта 1963 года 42-летний Жан Брюс на своем Ягуаре МК-2 попал в автокатастрофу, и погиб. Машина на скорости в 200 км/ч вылетела на обочину шоссе и врезалась в дерево. После смерти Жана Брюса вдова Жозетта Брюс продолжила сагу об Агенте 117, а после неё — дети Жана Брюса. И сага продолжалась до 1992 года.

## Личность агента 117
В каждой книге Агент 117 раскрывал свой образ по-своему.
В основном, это человек, который не привык чего-то бояться. Он действует чётко по заданию. А его задание — бороться с нацистами и фашистами. В итальянских фильмах Агент 117 именно такой (по книгам).
Однако современному зрителю знаком другой Агент 117 — в исполнении Жана Дюжардена. Французский комик пародирует Агента 117, показывая его «болевые точки», которые указываются в книгах. Но эти проблемы Дюжарден открыто высмеивает. Его Агент 117 занимается любовью с принцессами направо и налево, шутит остро и дерзко, бьёт бодро и непредсказуемо.

## Книги об Агенте 117
| №  | Название                          | Автор        | Год       |
| -- | --------------------------------- | ------------ | --------- |
| 1. | В нейтральной стране              | Жан Брюс     | 1949—1950 |
| 2. | Монстры Холи-Лоха                 | Жан Брюс     | 1950      |
| 3. | OSS 117. Совершенно секретно      | Жан Брюс     | 1955      |
| 4. | Тревожное ожидание                | Жан Брюс     | 1956      |
| 5. | Под страхом смерти                | Жан Брюс     | 1956      |
| 5. | 5 парней для Сингапура            | Жан Брюс     | 1958      |
| 7. | Этим займётся ОСС 117             | Жан Брюс     | 1960      |
| 8. | Агент 117 выходит в открытое море | Жозетта Брюс | 1970      |

## Экранизации
- Было множество попыток экранизовать Агента 117.
- Наиболее удачно получилось у Андре Юнебелля, автора культовой пародийной трилогии «Фантомас». Он снял 5 фильмов об Агенте 117 с участием Кервина Мэтьюза (1963, 1964), Фредерика Стэффорда (1965, 1966) и Джона Гэвина (1968).
- Комедиограф Мишель Хазанавичус решил снять другую — комедийную — сагу об Агенте 117. Уже в первых двух фильмах показана удачная комическая интерпретация 117-го. Роль Агента 117 в этих фильма исполнил Жан Дюжарден.

| №   | Название                                | Режиссёр                     | Год  | Агент 117         |
| 1.  | Агент 117 жив                           | Жан Саша                     | 1956 | Иван Десни        |
| 2.  | Агент 117 разбушевался (фр.)            | Андрэ Юнебель                | 1963 | Кервин Мэтьюз     |
| 3.  | Ва-банк в Бангкоке для Агента 117 (фр.) | Андрэ Юнебель                | 1964 | Кервин Мэтьюз     |
| 4.  | Агент 117: Гнев в Байе (фр.)            | Андрэ Юнебель                | 1965 | Фредерик Стэффорд |
| 5.  | Агент 117 на прицеле у смерти           | Мишель Буарон, Андрэ Юнебель | 1966 | Фредерик Стэффорд |
| 6.  | 5 парней для Сингапура                  | Бернард Тублан-Мишель        | 1967 | Шон Флинн         |
| 7.  | Нет роз для Агента 117 (фр.)            | Андрэ Юнебель, Ренцо Серрато | 1968 | Джон Гэвин        |
| 8.  | Отпуск Агента 117                       | Пьер Кальфон                 | 1970 | Люк Меренда       |
| 9.  | Агент 117: Каир — шпионское гнездо      | Мишель Хазанавичус           | 2006 | Жан Дюжарден      |
| 10. | Агент 117: Миссия в Рио                 | Мишель Хазанавичус           | 2009 | Жан Дюжарден      |
| 11. | Агент 117: Из Африки с любовью          | Николя Бедос                 | 2021 | Жан Дюжарден      |